# Паренаго (дворянский род)
Паренаго — российский дворянский род.
Предки фамилии Паренаго служили Российскому Престолу дворянской службой, и жалованы были в 1615 и других годах поместьями.
Определением Воронежского Дворянского Депутатского Собрания род Паренаго внесён в родословную книгу в 6-ю часть, древнего дворянства.

## Описание герба
В щите, имеющем голубое поле, изображён сидящий на траве гусь, обращённый в левую сторону.
Щит увенчан дворянскими шлемом и короной. Нашлемник: три страусовых пера. Намёт на щите голубой, подложенный серебром. Герб рода Паренаго внесён в Часть 8 Общего гербовника дворянских родов Всероссийской империи, стр. 38.